# 스기노 아키오
스기노 아키오(杉野昭夫, 1944년 9월 19일 ~ )는 데자키 오사무와 그의 디자인인 고르고13, 코브라 (만화)와 함께 작업한 것으로 알려진 일본의 캐릭터 디자이너이다.

## 작품
- 우주소년 아톰
- 밀림의 왕자 레오
- 천일야화 (1969년 영화)
- 내일의 죠
- 에이스를 노려라!
- 세느강의 별
- 대공마룡 가이킹
- 만화세계 옛이야기
- 베르사이유의 장미
- 도련님 (소설)
- 코브라 (만화)
- 캣츠 아이 (만화)
- 오싱
- 마이티 오봇츠
- 11인이 있다!
- 블랙 잭 (만화)
- 불새 (만화)
- 은혼
- 샤먼 시스터즈